# Cuban Marimba Band
La Cuban Marimba Band (in precedenza nota come La Paloma) è stata un'importante orchestra di musica dansi tanzaniana, originaria della città di Morogoro.
Fu uno dei gruppi musicali più popolari del paese nel periodo compreso fra il 1948, anno in cui il gruppo venne fondato, e il 1965, quando il leader del gruppo, Salim Abdullah (o Salum Abdallah), morì improvvisamente in un incidente stradale. Il posto di Abdullah in seguito fu preso da Juma Kikaza. Nell'epoca di maggior successo, la Cuban Marimba Band rivaleggiava soprattutto con la Morogoro Jazz Band, gruppo di cui lo stesso Abdullah era stato membro fondatore.

## Discografia
- AA.VV., Dada Kidawa, Sister Kidawa: Classic Tanzanian Hits from the 1960's0 (raccolta dansi; include brani di Cuban Marimba Band, Kiko Kids, NUTA Jazz, Dar es Salaam Jazz Band
- AA.VV., The Tanzania Sound (raccolta dansi; include brani di Cuban Marimba Band, Kiko Kids, NUTA Jazz, Dar es Salaam Jazz Band). Original Music 1986
- Salum Abdallah & Cuban Marimba, Ngoma Iko Huku, Dizim Asili Series vol. 1